# Gorbio
Gorbio – miejscowość i gmina we Francji, w regionie Prowansja-Alpy-Lazurowe Wybrzeże, w departamencie Alpy Nadmorskie.
Według danych na rok 1990 gminę zamieszkiwało 930 osób, a gęstość zaludnienia wynosiła 132 osoby/km² (wśród 963 gmin regionu Prowansja-Alpy-W. Lazurowe Gorbio plasuje się na 392. miejscu pod względem liczby ludności, natomiast pod względem powierzchni na miejscu 766.).

## Galeria

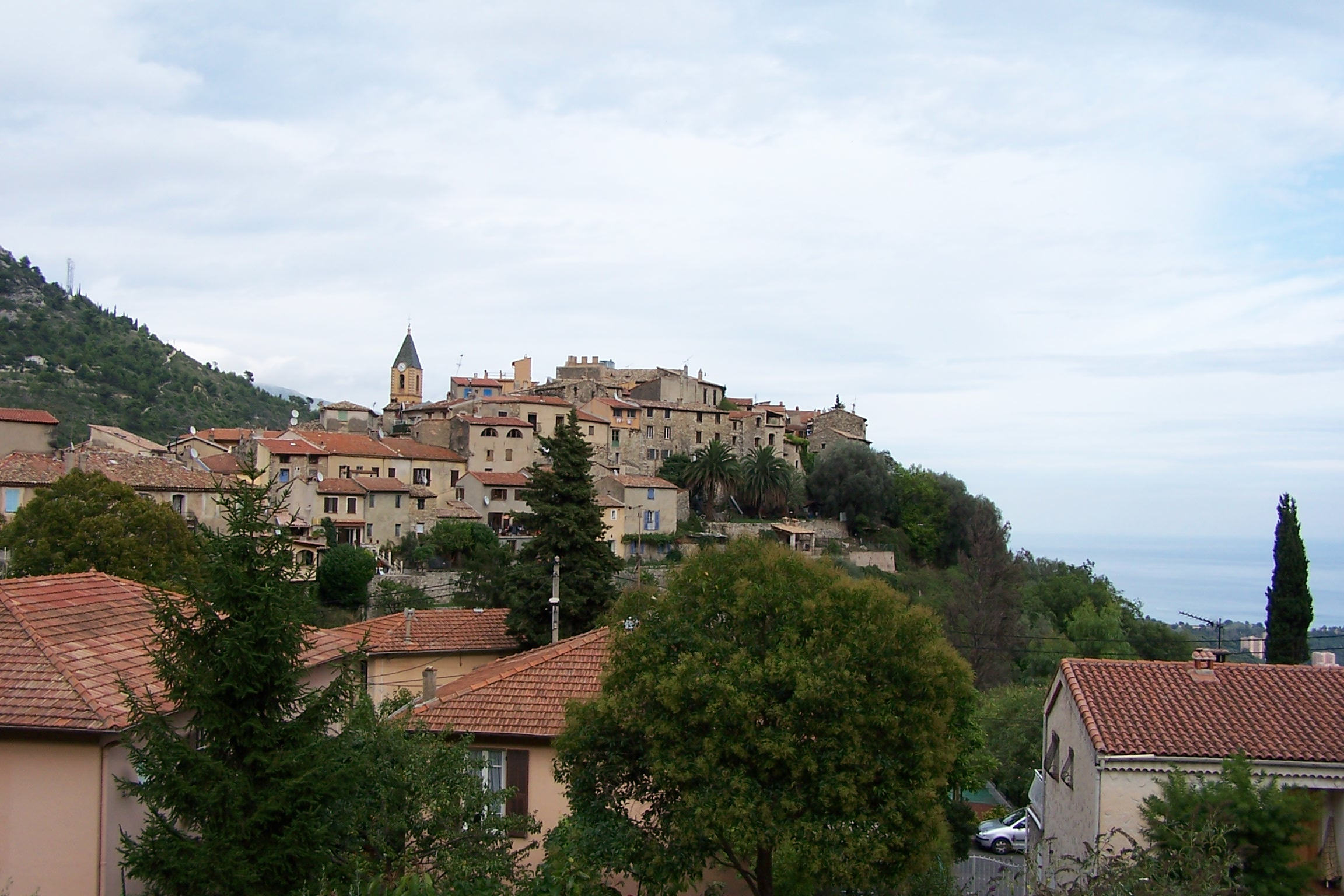
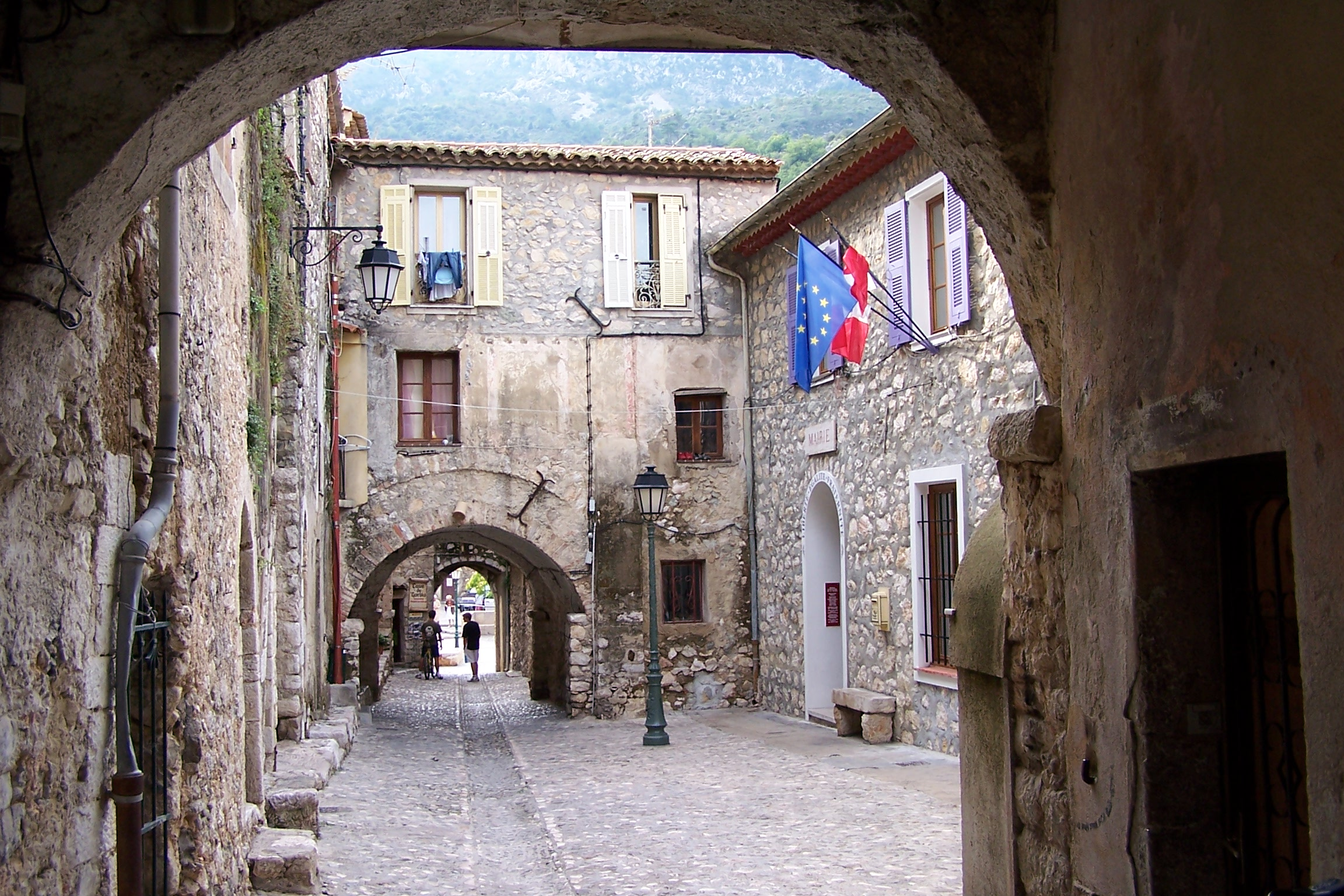
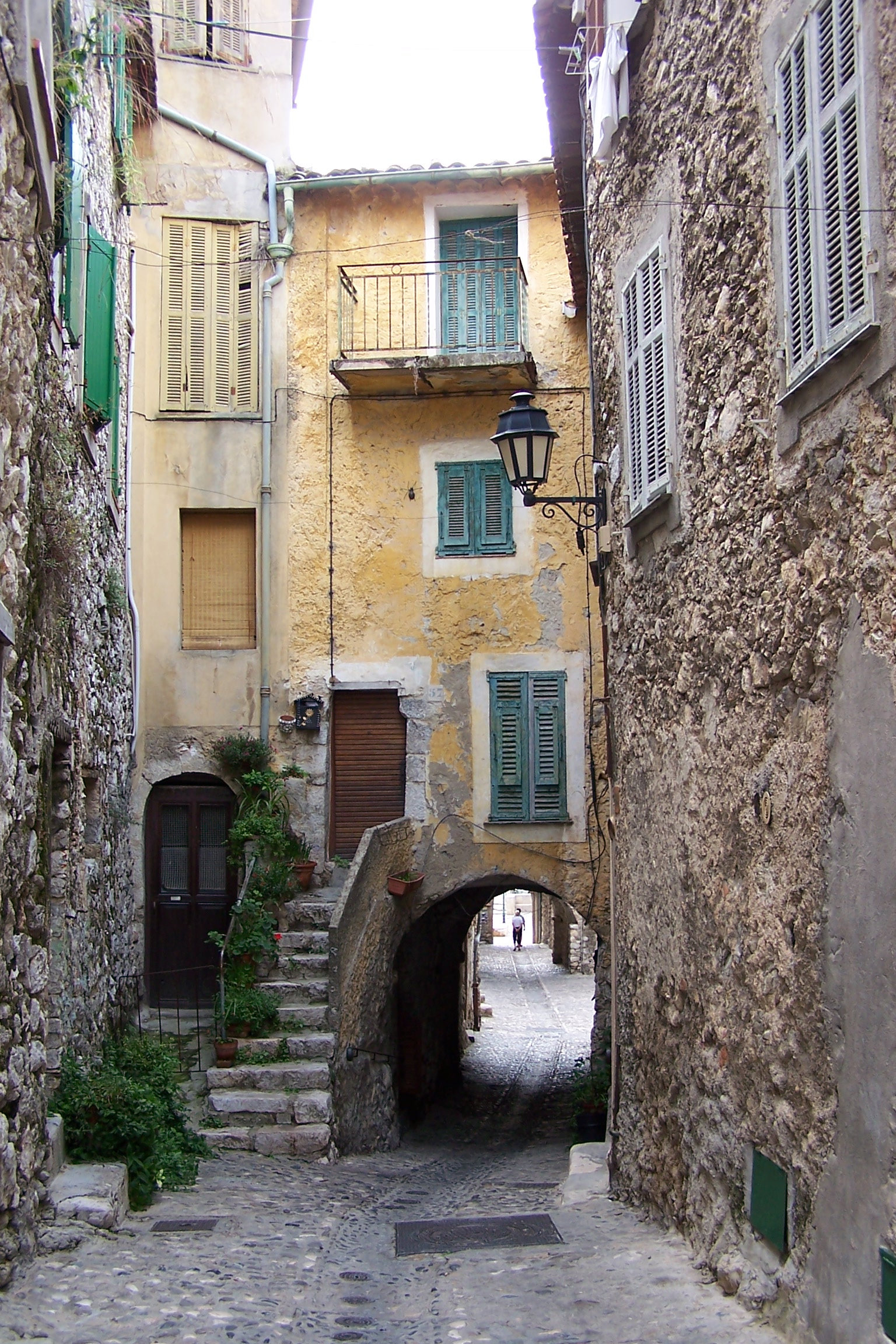
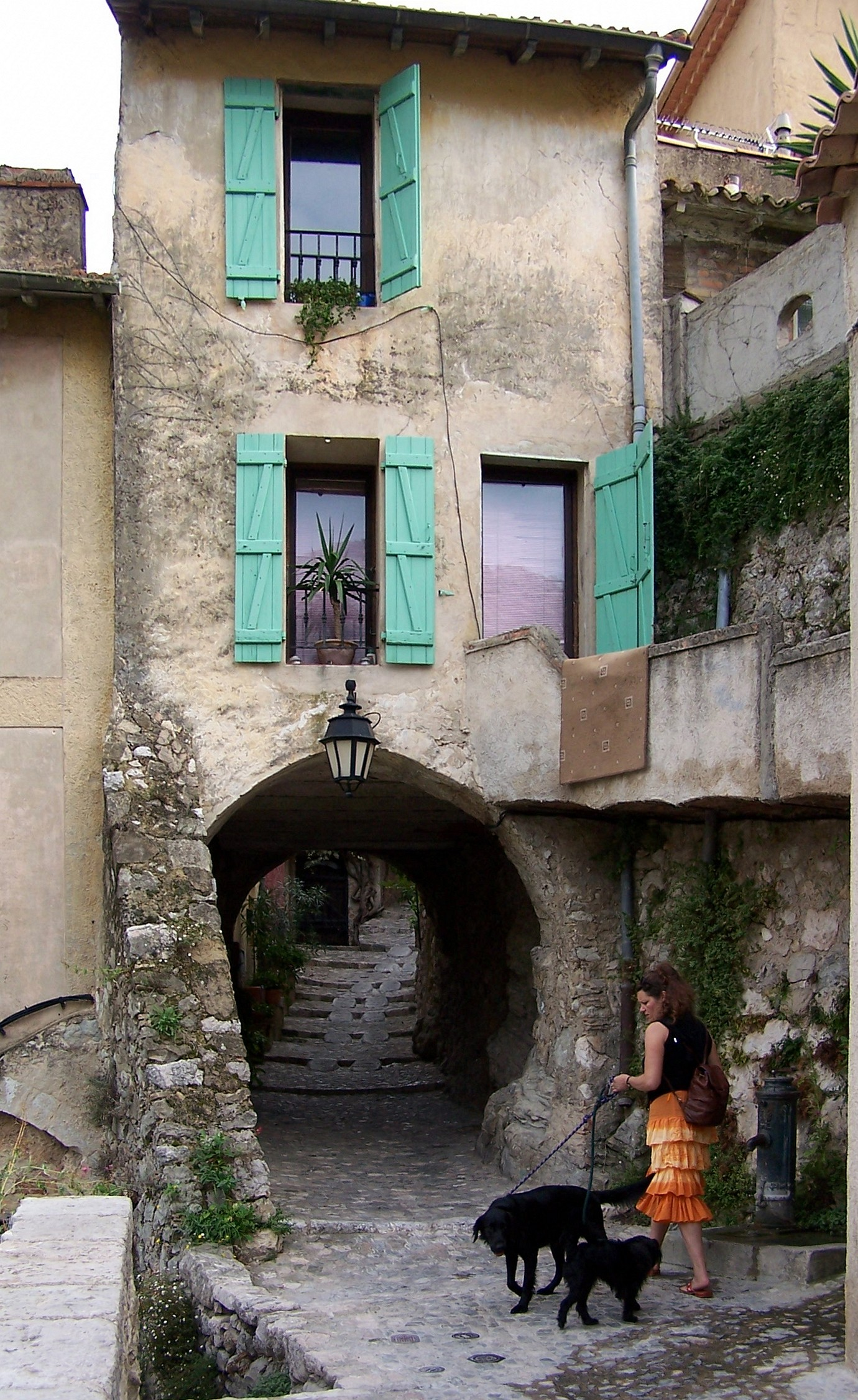